# یان کوختا
یان کوختا (چکی: Jan Kuchta؛ زادهٔ ۸ ژانویهٔ ۱۹۹۷) بازیکن فوتبال اهل جمهوری چک است.
از باشگاه‌هایی که در آن بازی کرده‌است می‌توان به باشگاه فوتبال اسلاویا پراگ، باشگاه فوتبال اسپارتا پراگ، و باشگاه فوتبال لوکوموتیو مسکو اشاره کرد.
وی همچنین در تیم‌های ملی فوتبال زیر ۲۱ سال جمهوری چک، و جمهوری چک بازی کرده‌است.